# Lehigh County
Lehigh County ist ein County im Bundesstaat Pennsylvania der Vereinigten Staaten. Bei der Volkszählung im Jahr 2020 hatte das County 374.557 Einwohner und eine Bevölkerungsdichte von 417 Einwohnern pro Quadratkilometer. Der Verwaltungssitz (County Seat) ist Allentown.

## Geschichte
Das County wurde am 6. März 1812 gebildet und nach dem Lehigh River benannt.

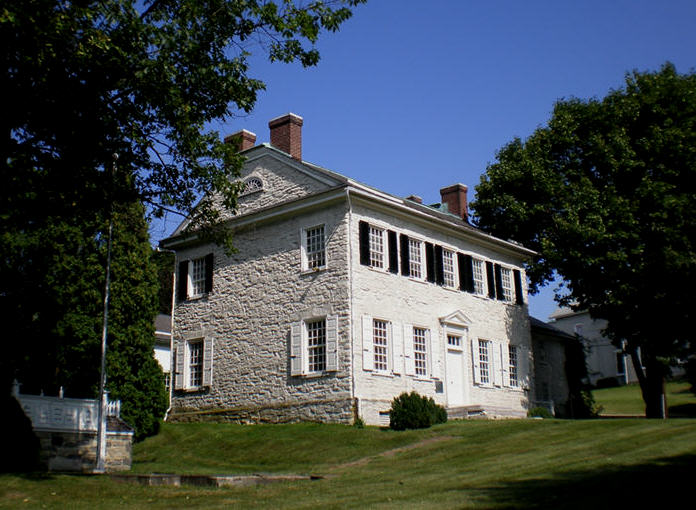
George Taylor House (2008)

Ein Ort im County hat den Status einer National Historic Landmark, das George Taylor House. 53 Bauwerke und Stätten des Countys sind im National Register of Historic Places (NRHP) eingetragen (Stand 23. Juli 2018).

## Geographie
Das County hat eine Fläche von 902 Quadratkilometern, davon 4 Quadratkilometer Wasserfläche.

## Bevölkerungsentwicklung

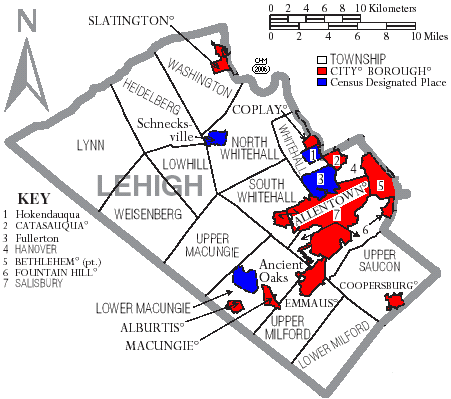
Karte des Lehigh Countys

## Städte und Ortschaften
| - Alburtis - Allentown - Ancient Oaks - Bethlehem - Catasauqua - Coopersburg - Coplay - Emmaus - Fountain Hill - Fullerton | - Hanover Township - Heidelberg Township - Hokendauqua - Lower Macungie Township - Lower Milford Township - Lowhill Township - Lynn Township - Macungie - North Whitehall Township - Salisbury Township | - Schnecksville - Slatington - South Whitehall Township - Upper Macungie Township - Upper Milford Township - Upper Saucon Township - Wanamakers - Washington Township - Weisenberg Township - Whitehall Township |